# Langsua
Langsua er et bjergområde mellem Valdres og Gausdal. Området er tidligere blevet kaldt Huldreheimen, Jotunheimens forgård og Gausdal vestfjell, men siden 2015 har det været Den Norske Turistforenings navn på området.
Området rummer gran- og fyr- og birkeskove, klipper, bjerge og tinder, og det strækker sig fra Synnfjell i syd til Sjodalen og Valdresflya i nord. Området har været befolket og udnyttet siden stenalderen og der findes helleristninger og dyregrave flere steder. Foruden jagt og fiskeri har der været udvinding af myremalm og tjære i stor skala.
Langsua har flere åbne hytter til benyttelse, samt turistforeningens betjente hytte Liomseter turisthytte.
I 2005 arrangerede DNT Oslo og Omegn i samarbejde med NRK Hedmark og Oppland en navnekonkurrence for området. Målet var at finde et bedre navn på området, som indtil da blev omtalt som Gausdal Vestfjell. Dette navn var ikke lige vellidt af befolkningen i Skåbu og Valdres. Der kom ca. 300 navneforslag. Af disse gik 5 til finalen, hvor Huldreheimen vandt, og DNT brugte dette navn frem til 2015. I 2015 sluttet DNT sig til at området skulle kaldes Langsua, hvilket er også navnet på nationalparken i området, Langsua nationalpark.